# Иполито-Иригойен (муниципалитет)
Иполито-Иригойен  (исп. Partido de Hipólito Yrigoyen) — муниципалитет в Аргентине в составе провинции Буэнос-Айрес.
Территория — 1663 км². Население — 9585 человек. Плотность населения — 5,77 чел./км².
Административный центр — Хендерсон.

## История
Департамент был назван в честь президента Аргентины Иполито Иригойена.

## География
Департамент расположен в центральной части провинции Буэнос-Айрес.
Департамент граничит:
- на северо-западе — c муниципалитетом Пеуахо
- на северо-востоке — с муниципалитетом Карлос-Касарес
- на юго-востоке — с муниципалитетом Боливар
- на юго-западе — с муниципалитетом Деро

## Важнейшие населённые пункты[2]
| № | Населённый пункт | Населённый пункт (исп.) | Категория | Население чел. (2010) | На карте                        |
| - | ---------------- | ----------------------- | --------- | --------------------- | ------------------------------- |
| 1 | Хендерсон        | Henderson               | город     | 8645                  | 36°18′01″ ю. ш. 61°43′03″ з. д. |
| 2 | Эррера-Вегас     | Herrera Vegas           | посёлок   | 115                   | 36°05′17″ ю. ш. 61°24′42″ з. д. |